# گاومیش‌آباد شیخ حسون
گاومیش‌آباد شیخ حسون یک روستا در ایران است که در شهرستان شوشتر استان خوزستان واقع شده‌است. گاومیش‌آباد شیخ حسون ۶۸ نفر جمعیت دارد.

## جمعیت
این روستا در  دهستان میان‌آب شمالی قرار دارد و براساس سرشماری مرکز آمار ایران در سال ۱۳۸۵، جمعیت آن ۶۸ نفر (۱۵ خانوار) بوده‌است.